# Musée d'Art et d'Histoire Bruno-Danvin
Le musée d'art et d'histoire Bruno-Danvin est un musée situé à Saint-Pol-sur-Ternoise, dans le département du Pas-de-Calais.

## Historique
C'est à l'initiative de Bruno Danvin, médecin, érudit et mécène, qu'en 1838, fut créé le musée municipal de Saint-Pol-sur-Ternoise. Les collections furent en partie dispersée en 1887. En 1907, le musée fut réinstallé dans la mairie sous l’impulsion d’Edmond Edmont. En 1967, il fut rouvert dans l'ancienne chapelle des « sœurs noires » (franciscaines), un bâtiment en brique et pierre du XVIIIe siècle.

## Collections
Le musée conserve :
- des tableaux des XVIIe, XVIIIe et XIXe siècles, dont certains mis en dépôt par l’État,
- des lithographies, legs du baron Alphonse de Rothschild,
- des sculptures (statue de saint Jean, pierres sculptées et statues provenant du Château-Neuf ou de l’église détruite en 1944),
- des faïences,
- des objets religieux[1],
- des objets (hache à dos, scramasaxes, fers de lance, boucles de ceintures en fer damasquiné, fibules, céramiques...) provenant de fouilles archéologiques notamment d'une nécropole mise au jour à Magnicourt-en-Comte.

Le musée possède en outre une collection d'objets d'arts et traditions populaires.
Le musée possède deux toiles de Michèle Battut qui vécut une part de son enfance et de son adolescence à Saint-Pol-sur-Ternoise.
la collection Musée de France (dont quatre œuvres proviennent de la collection Campana) est visible à la bibliothèque municipale de fonds ancien. Sont exposés des tableaux de Philippe de Champaigne, Annibal Carrache, Charles Olivier de Penne, etc.

## Actions du musée
Le musée organise des visites guidées et des expositions d’œuvres d’artistes contemporains.